# José Antonio Arze
José Antonio Arze y Arze (Cochabamba, Bolivia; 13 de enero de 1904 - Cochabamba, Bolivia; 23 de agosto de 1955) fue un escritor, sociólogo y político boliviano. Fue dos veces candidato a la Presidencia de Bolivia en las elecciones de 1940 y en las elecciones de 1951 pero sin éxito.
Es considerado uno de los principales sociólogos y teóricos del Marxismo en Bolivia. Fundó el Partido de la Izquierda Revolucionaria (PIR), y fue uno de los líderes del movimiento promotor de la autonomía universitaria en Bolivia.

## Biografía
José Antonio Arze nació el 13 de enero de 1904 en la ciudad de Cochabamba. Fue hijo de José Tristán Arze y Arminda Arze. José Antonio inició sus estudios primarios en 1910 en la localidad de Calchani, Ayopaya, y los secundarios en 1918, saliendo bachiller del Colegio Nacional Sucre de la ciudad de Cochabamba, el año 1921. 
EN 1922, Arze ingresó a estudiar en la carrera de derecho y ciencias políticas en la Universidad Mayor de San Simón (UMSS), graduándose como abogado de profesión el año 1926. Se inició en el ensayo y la crítica en la revista Arte y Trabajo, bajo la dirección de Cesáreo Capriles, y junto a otros jóvenes futuros escritores y políticos como Augusto Céspedes, Carlos Montenegro y Augusto Guzmán.
En 1928, a sus 24 años de edad, participó como delegado por Cochabamba en la primera Convención Nacional de Estudiantes Bolivianos, organizada por la Federación Universitaria de Bolivia (FUB). Este movimiento estudiantil estaba alineado con las reformas universitarias en América Latina, iniciadas en la reforma universitaria de 1918 en Argentina. La autonomía universitaria se conseguiría finalmente en 1930, pero la FUB elaboró un Programa de Principios mucho más ambicioso en 1928, bajo la dirección de Arze y otros intelectuales como Ricardo Anaya y José Cuadros Quiroga. El documento plantea entre otras propuestas: la nacionalización de las minas, la nacionalización del petróleo, la dotación de tierras a indígenas y la reglamentación del trabajo. Años después, muchos de estos planteamientos formarían parte del programa de partidos políticos, como el del Movimiento Nacionalista Revolucionario.
Durante la Guerra del Chaco, mantuvo una posición radicalmente antibelicista, y se refugió en el Perú al iniciarse el conflicto. Al finalizar la guerra, su posición crítica al régimen del llamado socialismo militar de David Toro le costó el exilio a Chile. Desde allí, fue capaz de organizar una coalición de corriente marxista denominada Frente de Izquierda. Fue candidato a la presidencia de Bolivia el año 1940 (a sus 36 años) por el Frente de Izquierda, y perdió frente al candidato conservador Enrique Peñaranda.  Sin embargo, su votación de más de 10% en la elección, y la de los parlamentarios de los partidos de izquierda, dejó de manifiesto el descontento de ciertos sectores de la sociedad, frente al poder de las élites conservadoras.
Casi inmediatamente, fundó el Partido de la Izquierda Revolucionaria (PIR) en Oruro en 1940, junto a Ricardo Anaya y otros intelectuales.

## Atentado
En 1944, durante el gobierno de Gualberto Villarroel López, José Antonio Arze sufrió un intento de asesinato. Recibió dos balazos que le produjeron heridas en el cuello y el pulmón. Aunque sobrevivió al atentado, su salud se deterioró ostensiblemente y sufrió las secuelas de los disparos.
Fue candidato a la presidencia nuevamente en 1951 por el PIR, pero obtuvo la más baja votación, menor al 5%.
A pesar de las secuelas de las balas, aun así, José Antonio Arze pudo vivir 11 años más, pero falleció el 23 de agosto de 1955 a los 51 años de edad, en la ciudad de Cochabamba.

## Obra
- Bolivia bajo el terrorismo nazifascista (1945)

- Proceso de la educación boliviana (1947)

- Sociografía del Inkario (fue socialista o comunista el imperio inkaiko) (1952)

- Proyecto de estatuto para un posible Instituto Sociográfico de América Latina (ponencia, 1952)

- Don Manuel Rigoberto Paredes: estudio bio-bibliográfico (1955)

### Compilaciones póstumas
- Sociología Marxista (1963)

- Bosquejo sociodialéctico de la historia de Bolivia (1978)

- Polémica sobre marxismo y otros ensayos afines (1980)

- Escritos literarios (1981)

- La autonomía universitaria (1989)